# 英雄志願
『英雄志願』（えいゆうしがん）は、マイクロキャビンが1994年にPC-9801用ソフトウェアとして発売したゲームソフトである。ジャンルはロールプレイングゲーム。副題は「-Gal Act Heroism-」となっており、英雄を目指して冒険する少女たちを主人公に据えたファンタジーRPGとなっている。
1998年4月には、移植版としてセガサターン版が発売された。ログアウト冒険文庫より、ノベライズ版『英雄志願〜冒険少女編 天狗 on ジパング』『英雄志願〜電脳バトル編 イメージング・カイン』の二編も刊行された。

## 概要
冒険者養成学校に在学する3人の少女とお目付役の小妖精プリシラを操り、卒業実習として半年間、学校のある島内を巡りさまざまな依頼や冒険をこなして英雄を目指していく。半年間の実習であるため、時間制限が存在すること（そのため、島内を素早く移動する手段をいかに早期に入手するかが重要となる）、また同様に卒業実習を競い合うライバルの同級生たち（4チーム、計16人の少女が設定されている）が登場し、平行して冒険を行う様子が描かれる点が特徴的である。
依頼を受けるとその時点からシナリオが始まり、ストーリーが展開する。
プリシラを除く主人公3人は、「じぱんぐ」出身のサムライ娘（仮称）、「シャーウッドの森」出身のハーフエルフであるエルフ娘（仮称）、メカ召喚と呼ばれる技を使用する発明好きのメカフェチ娘（仮称）となっており、和風・メカあり・ファンタジーという本作の特徴的な世界設定を端的に表している。なお、名称に仮称とあるように、実際の名前はプレイヤーがゲーム開始時に設定する。
PC-9801版付属のゲームマニュアルには、主人公チーム・ライバルチーム合わせた20人の少女全員に、「シナリオライターの希望（野望）」として、イメージCV（声優）が設定されていた。セガサターン版ではキャラクターボイスが吹き込まれたが、当初のイメージCVの声優とは必ずしも一致していない。
フリーシナリオ（依頼を受ける冒険を自由に選択可能）、マルチエンディングを謳っており、半年間の冒険結果に応じて、エンディングが決定される。

## 登場人物
※声優は『英雄志願 -Gal Act Heroism-』のもの。

### 主役チーム
アヤメ
声 - 浅川悠
主役チームの一員、サムライ娘。
ルリア
声 - 前田このみ
主役チームの一員、金にうるさいハーフエルフ娘。
メイ
声 - 前田千亜紀
主役チームの一員、メカフェチ娘。
プリシラ
声 - 小西寛子
主役チームのお目付け役のフェアリー。

### その他
さやか
声 - 成田紗矢香
キャロル
声 - 松隈宏恵
シンディ
声 - 野田順子
ネネ
声 - 田村ゆかり
シズカ
声 - 中山さら
カエデ
声 - 大本眞基子
クララ
声 - 倉田雅世
リカ
声 - 小松里歌
アルビオン
声 - 山本美由紀
アルネ
声 - 藤巻恵理子
サラス
声 - 古山あゆみ
チエ
声 - 桂川千絵
チェリー
声 - 吉田愛理
コズエ
声 - 吉住梢
ヴァニラ
声 - 河本明子

## ラジオ
『声優志願の英雄志願』（1997年、ラジオ関西）

## 関連商品

### CD
声優志願の英雄志願
1997年6月25日、MGCD-1035
出演：浅川悠、前田このみ、前田千亜紀、小西寛子、成田紗矢香、佐藤先生